# Sacrifice (film)
Sacrifice är en brittisk-grekisk actionkomedifilm, som har en planerad premiär i september 2025 på Toronto International Film Festival. Filmen är regisserad av Romain Gavras som även skrivit filmens manus tillsammans med Will Arber.

## Handling
Ett stjärnspäckat välgörenhetsevenemang förvandlas till kaos när en radikal grupp stormar platsen i jakt på en mystisk artefakt som kan kopplas till en uråldrig profetia.

## Rollista (i urval)
- Anya Taylor-Joy - Joan
- Chris Evans - Mike Tyler
- Salma Hayek
- Vincent Cassel - Braken
- Ambika Mod - Katie
- Sam Richardson
- John Malkovich
- Charli XCX
- Yung Lean - Joans bror
- Jeremy O. Harris
- Miriam Silverman